# 新收获

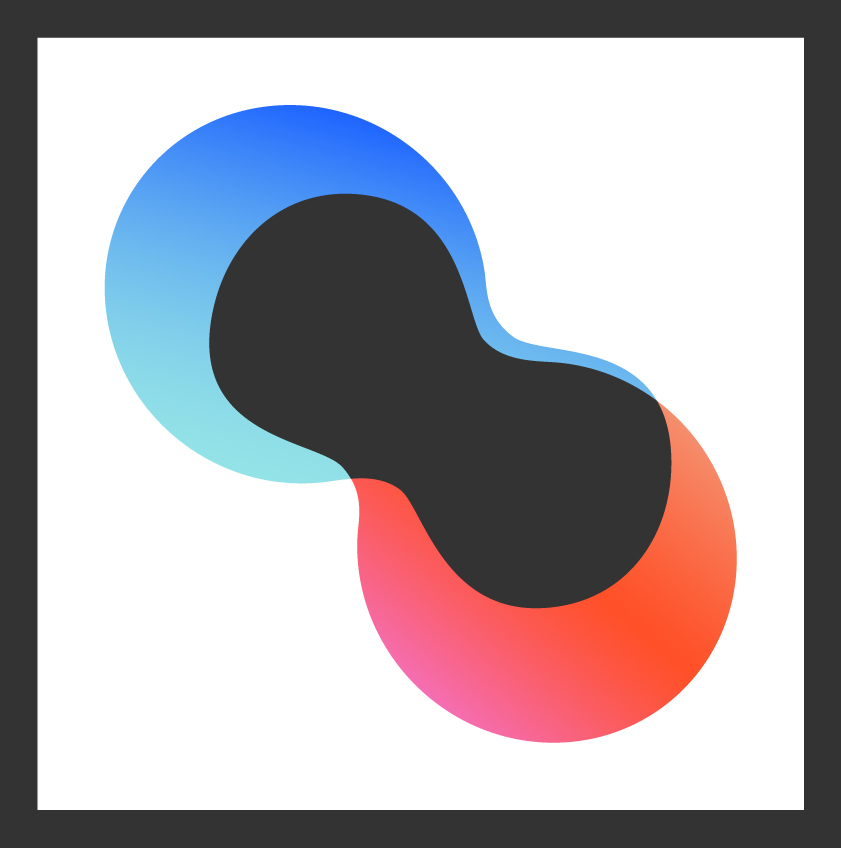

新收获（英語：New Harvest；或称「新收成」組織）是一家501(c)(3)的促进创新技术的非营利机构，它倡议解决全球粮食安全以及与工业畜牧生产相关的日益增长的环境与伦理问题。其最知名的倡议是养殖肉类。
新收获目前资助大学的研究，开发新的培养基、生物反应器和生产养殖肉类的组织装配方法。该组织还对传统肉类相对于养殖肉类的土地、水和能源利用相对效率进行了环境评估。
新收获目前是动物慈善评估员（Animal Charity Evaluators）的杰出慈善机构之一。

## 创业公司

### Muufri
Isha Datar、Perumal Gandhi和Ryan Pandya（两名新收获志愿者）于2014年创立Muufri，通过生物技术生产一种无需奶牛的牛奶。该创业公司从爱尔兰科克的合成生物加速器计划获得种子资金。目前他们正尝试修饰酵母来合成乳酪中的两种关键蛋白质——酪蛋白和乳清。在六个月的研究中，Muufri获得了李嘉诚的VC-Horizon Ventures的两千万美元投资。

### 克拉拉食品（Clara Foods）
Isha Datar、David Anchel和Arturo Elizondo在2015年2月创立了克拉拉食品公司，研制一种无需鸡的蛋白。该公司参加了旧金山的Indie.Bio加速器计划。克拉拉食品正在努力生产一种无胆固醇且不含沙门氏菌的蛋白，同时使用较少土地、水分输入以及较低成本。